# Josip Milković (političar, Senj)
Josip (Joža) Milković (Senj, 13. veljače 1909. – Brissago, Švicarska, 19. veljače 1966.) je bio hrvatski politički dužnosnik i diplomat.
Rodio se je 1909. godine u Senju, kao drugo dijete u hrvatskoj obitelji Milković. U djetinjstvu se ističe kao vrlo inteligentan i svestran za svoju dob.
Studirao je na Pravnom fakultetu u Zagrebu, no spletom političkih okolnosti nije ga nikada završio, jer je u ljeto 1931. morao otići u emigraciju.
Kada nije bio u emigraciji, veći dio svog života je provodio je u Senju gdje mu je boravila cijela njegova obitelj: majka Marija, stariji brat Krešimir (ustaški časnik) i sestra Marija, majka Ante Borasa (ustaškog stožernika za područje kotara Rijeka).
U kolovozu 1931. je bio uz dra Branimira Jelića, Antu Valentu, Mladena Lorkovića, Ivana Košutića i Vilka Pečnikara pokretačem i potpisnikom višejezične brošure-protesta, napisane povodom zločinačkog atentata žandarmerije Kraljevine Jugoslavije na Milana Šufflaya, istoj onoj kojoj su se pismima pridružili Albert Einstein i Heinrich Mann.
Godine 1933. se je okušao i u novinarstvu. Bio je prvim urednikom emigrantskog lista Croatiapress. Iz emigracije se vratio 1938. godine. Pred rat radi u uredništvu Hrvatske enciklopedije.
U Nezavisnoj Državi Hrvatskoj je imenovan 2. lipnja 1941. državnim tajnikom za promičbu u Ministarstvu udružbe, a kada je promičba prenesena u predsjedništvo Vlade postaje državnim tajnikom za promičbu u predsjedništvu Vlade, a nakon odlaska ustaškog vodstva u prvu emigraciju je bio prvim Pavelićevim tajnikom u emigraciji.
Godine 1942. odlazi u Švicarsku zajedno s obitelji, te preuzima mjesto šefa Stalnoga trgovinskog izaslanstva NDH u Zürichu. U Senjskom zborniku za 2011. objavljeno je pet njegovih diplomatskih izvješća iz kojih proizlazi da je s dr. Vinkom Kriškovićem i skupinom hrvatskih intelektualaca u Švicarskoj nastojao pridobiti zapadne Saveznike za priznanje hrvatske države. Na pozive novog ministra vanjskih poslova, Mehmeda Alajbegovića, da se 1944. vrati u Hrvatsku, odbio je doći u Zagreb, tvrdeći da u Švicarskoj ostaje u dogovoru s Pavelićem. Neki podatci pokazuju da je pokušavao posredovati i između Pavelića i sovjetske diplomacije. Nakon završetka rata švicarske su ga vlasti htjele protjerati u Južnu Ameriku, ali je ipak ostao u Švicarskoj gdje je živio posve povučeno, odvojeno od malobrojne hrvatske zajednice u toj zemlji. Radio je u jednom šumarskom poduzeću u Švicarskoj, a godine 1966. umro je prirodnom smrću u Brissagu, u Švicarskoj.
22. veljače 1943. je postao šefom (poslanikom) Stalnog trgovinskog predstavništva (poslanstvom) u Zürichu.
U Švicarskoj je bio dio male hrvatske kolonije koju su tvorili članovi Stalnog trgovačkog izaslanstva NDH u Zürichu: David Karlović, Aleksandar Licht, D. Petri, dr. Mikšić, Josip Cabas, izvjestitelj agencije „Velebit“ Janešković, Ivan Meštrović, Petar Digović, Stjepan Gaži kao pouzdanik dr. Krnjevića, dr. Peroslav Čikara Paskijević, Ivan Prpić, V. Kovačević, dr. Marko Tarle, Vlaho Raič, Šime Pelicarić i Meneghello Dinčić.